# Суперортикон
Су́перортико́н (от супер- и ортикон), в англоязычной терминологии image orthicon — передающая телевизионная трубка с накоплением заряда, использующая перенос изображения с фотокатода на двустороннюю мишень, считывание изображения с мишени медленными электронами и содержащая блок усиления сигнала вторичным электронным умножителем.
Самая совершенная из передающих вакуумных телевизионных трубок, основанных на внешнем фотоэффекте и вытеснившая иконоскоп из передающих ТВ-камер. Является развитием конструкции ортикона.

Схема суперортикона

## Устройство
Суперортикон в его классическом виде состоял из трёх, конструктивно объединённых в одной вакуумной колбе, частей:

### Секция переноса
Фактически представляла собой электронно-оптический преобразователь, позволявший увеличить чувствительность. На полупрозрачный тонкий фотокатод проецировалось изображение, вследствие этого фотоэлектроны выбивались из фотокатода и под действием магнитного фокусирующего и электрического ускоряющего полей летели к двусторонней мишени, откуда выбивали вторичные электроны, создавая на мишени потенциальный рельеф. Перед мишенью была мелкоструктурная сетка, на которой оседали выбитые вторичные электроны.

### Секция накопления

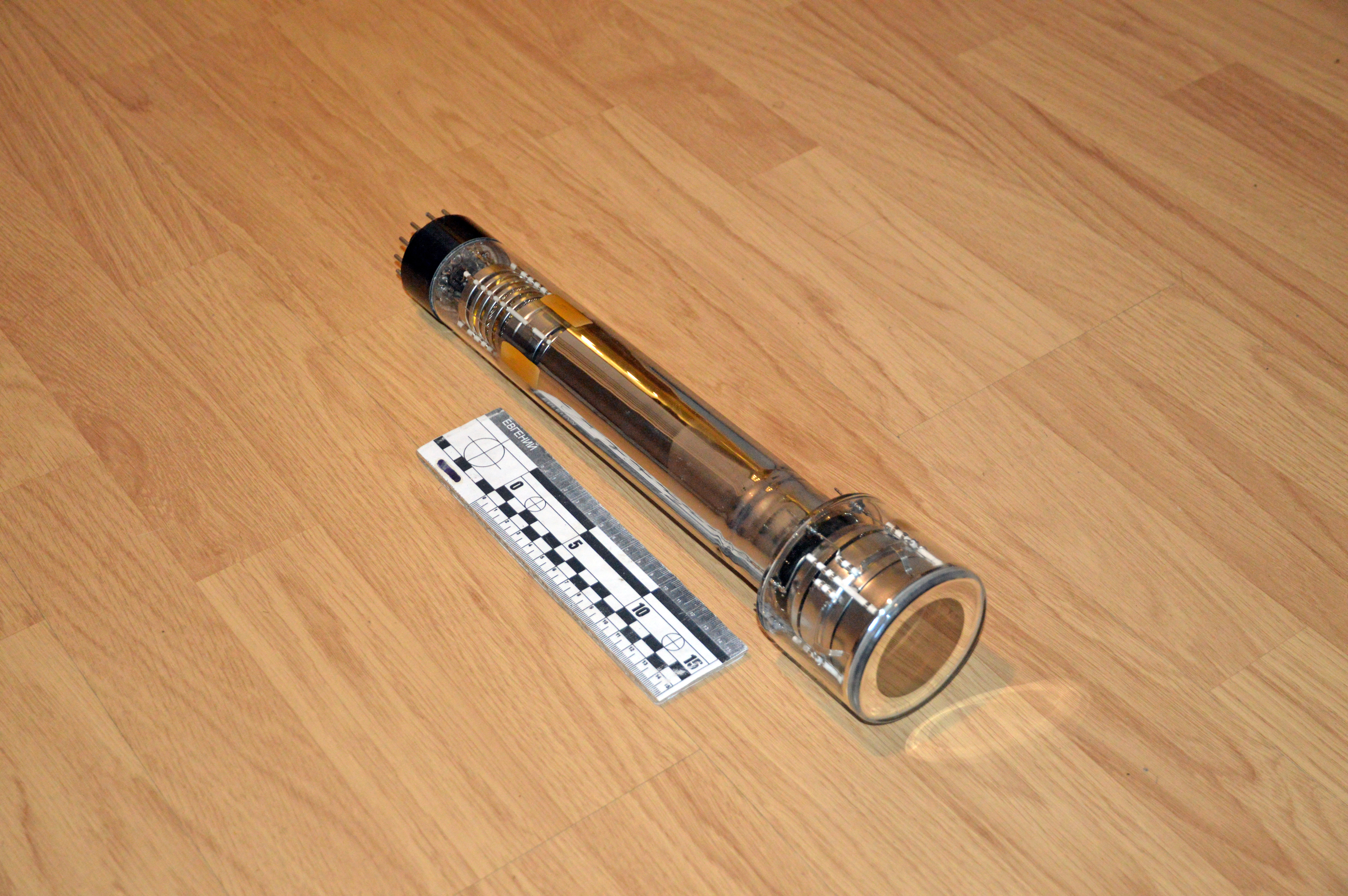
Радиолампа ЛИ-207 Суперортикон, СССР 1969 год

Границей между секциями была двусторонняя мишень со слабой проводимостью. С противоположной от фотокатода стороны находилась электронная пушка, сканировавшая мишень под воздействием скрещённых полей катушек развёртки. Но напряжённость электрического поля была подобрана так, что вначале электроны ускорялись и фокусировались, а затем тормозились, и, не долетая до мишени долей миллиметра, поворачивали назад, где и попадали в секцию умножения. При неосвещённом фотокатоде все электроны до мишени не долетали, а если на мишени был потенциальный рельеф, часть электронов луча долетала до мишени и оседала на ней, уменьшая ток луча, попадавшего в секцию умножения.

### Секция умножения
Представляла собой вторично-электронный (ВЭУ) умножитель, состоявший из нескольких пластин (динодов), на которые подавался возрастающий от пластины к пластине положительный потенциал. За счёт выбитых из динодов вторичных электронов сигнал мог усиливаться в тысячи раз. Преимущество ВЭУ перед обычным ламповым усилителем состояло в меньшем уровне шумов.

## История создания
Впервые принцип построения суперортикона был описан американскими учёными А. Розе, П. Веймером и Х. Лоу в 1946 году. Конструкция фотокатода с сеткой и переносом изображения была предложена в 1939 году советским учёным Г. В. Брауде.

## Характеристики
Типичные студийные суперортиконы дают отношение «сигнал/шум» 100 и выше при освещённости фотокатода 0,1—1,0 лк.
Самые чувствительные из суперортиконов позволяли вести съёмку при свете полной Луны (при использовании достаточно светосильных объективов) и даже почти в полной темноте (при освещённости фотокатода 10−7 — 10−8 лк).

### Недостатки
Суперортикон не имел очевидных недостатков иконоскопа, но имел свои собственные — например, «кометные хвосты» за яркими объектами в кадре. Недостатками суперортикона были большие габариты, сложность эксплуатации и настройки, большая потребляемая электрическая мощность и т. д. Тем не менее, суперортиконы широко применялись в профессиональных телевизионных камерах даже после появления более удобных видиконов, так как имели на порядок или даже два большую чувствительность.